# Fluralaner
Fluralaner ist ein synthetisches Insektizid und Akarizid aus der Gruppe der Isoxazoline. Es ist in Deutschland zur Bekämpfung von Flöhen und Zecken bei Hunden und Katzen sowie von Roten Vogelmilben beim Haushuhn zugelassen.

## Einsatzgebiete
Die Wirksamkeit (sofortige abtötende Wirkung) nach Verabreichung wird vom Hersteller für den Hund mit mindestens zwölf Wochen (Flöhe, Gemeiner Holzbock, Wiesenzecke, Dermacentor variabilis) bzw. acht Wochen (Braune Hundezecke) angegeben. Es kann auch bei Welpen, bei tragenden und säugenden Hündinnen sowie bei Tieren mit MDR1-Defekt eingesetzt werden. Studien konnten mit einer einmaligen Gabe auch gute Behandlungsergebnisse bei Demodikose und Räude belegen. Darüber hinaus ist Fluralaner zur Bekämpfung von Tunga penetrans geeignet. Seit 2024 ist der Wirkstoff auch als Injektionspräparat mit einjähriger Wirkung gegen Ektoparasiten zugelassen.
Bei Katzen kann Fluralaner ab einem Alter von elf Wochen und einem Körpergewicht > 1,2 kg als Spot-on eingesetzt werden. Der Wirkstoff ist gut zur Bekämpfung von Flöhen und Zecken und Ohrmilben geeignet.
Beim Haushuhn wird der Wirkstoff bei Jung- und Legehennen sowie Elterntieren zweimalig über das Trinkwasser verabreicht.
Darüber hinaus wurde der Wirkstoff auch erfolgreich zur Bekämpfung von Psoroptes cuniculi bei Kaninchen sowie gegen Milben der Gattung Caparinia beim Weißbauchigel eingesetzt.

## Wirkungsmechanismus und Pharmakokinetik
Der Wirkstoff hemmt antagonistisch Chlorid-Kanäle durch Bindung an GABA- und Glutamatrezeptoren im Nervensystem der Gliederfüßer, nicht jedoch im Nervensystem von Säugetieren. Dies führt zu einer spastischen Lähmung des Parasiten.
Fluralaner wird bei oraler Aufnahme schnell resorbiert und reichert sich im Fettgewebe sowie in Leber, Niere und Muskeln an. Zwischen den Verabreichungen sollte mindestens ein Zeitraum von acht Wochen liegen. Bei Katzen wird der Wirkstoff als Spot-on verabreicht und über die Haut aufgenommen. Die Plasmahalbwertszeit beträgt etwa zwölf Tage. Hauptausscheidungsweg ist die unveränderte Elimination mit dem Kot.
Beim Haushuhn besteht für essbare Gewebe eine Wartezeit von 14 Tagen, für Eier gibt es keine Wartezeit.

## Nebenwirkungen
In klinischen Studien konnten häufig milde und vorübergehende gastrointestinale Effekte wie Durchfall, Erbrechen, Appetitlosigkeit und vermehrter Speichelfluss beobachtet werden.
Zudem wurde in sehr seltenen Fällen (<1 in 10.000 Fällen) von Krämpfen und Lethargie berichtet.

## Handelsnamen
Bravecto, Exzolt